# Poceirão
Poceirão é uma povoação portuguesa do Município de Palmela que foi sede da extinta Freguesia de Poceirão, freguesia que tinha 147,07 km² de área e 4 758 habitantes (2011), e, por isso, uma densidade populacional de 32,4 hab/km².
A Freguesia de Poceirão foi extinta em 2013, no âmbito de uma reforma administrativa nacional, tendo sido agregada à Freguesia de Marateca para formar uma nova freguesia denominada União das Freguesias de Poceirão e Marateca..

## População
| População da freguesia de Poceirão | População da freguesia de Poceirão | População da freguesia de Poceirão | População da freguesia de Poceirão | População da freguesia de Poceirão | População da freguesia de Poceirão | População da freguesia de Poceirão | População da freguesia de Poceirão | População da freguesia de Poceirão | População da freguesia de Poceirão | População da freguesia de Poceirão | População da freguesia de Poceirão | População da freguesia de Poceirão | População da freguesia de Poceirão | População da freguesia de Poceirão |
| ---------------------------------- | ---------------------------------- | ---------------------------------- | ---------------------------------- | ---------------------------------- | ---------------------------------- | ---------------------------------- | ---------------------------------- | ---------------------------------- | ---------------------------------- | ---------------------------------- | ---------------------------------- | ---------------------------------- | ---------------------------------- | ---------------------------------- |
| 1864                               | 1878                               | 1890                               | 1900                               | 1911                               | 1920                               | 1930                               | 1940                               | 1950                               | 1960                               | 1970                               | 1981                               | 1991                               | 2001                               | 2011                               |
|                                    |                                    |                                    |                                    |                                    |                                    |                                    |                                    |                                    |                                    |                                    |                                    | 4 394                              | 4 304                              | 4 758                              |

Criada pela Lei n.º 67/88, de 23 de Maio, com lugares desanexados das freguesias de Marateca e Palmela
| Distribuição da População por Grupos Etários | Distribuição da População por Grupos Etários | Distribuição da População por Grupos Etários | Distribuição da População por Grupos Etários | Distribuição da População por Grupos Etários | Distribuição da População por Grupos Etários | Distribuição da População por Grupos Etários | Distribuição da População por Grupos Etários | Distribuição da População por Grupos Etários | Distribuição da População por Grupos Etários |
| -------------------------------------------- | -------------------------------------------- | -------------------------------------------- | -------------------------------------------- | -------------------------------------------- | -------------------------------------------- | -------------------------------------------- | -------------------------------------------- | -------------------------------------------- | -------------------------------------------- |
| Ano                                          | 0-14 Anos                                    | 15-24 Anos                                   | 25-64 Anos                                   | > 65 Anos                                    |                                              | 0-14 Anos                                    | 15-24 Anos                                   | 25-64 Anos                                   | > 65 Anos                                    |
| 2001                                         | 722                                          | 588                                          | 2 310                                        | 684                                          |                                              | 16,8%                                        | 13,7%                                        | 53,7%                                        | 15,9%                                        |
| 2011                                         | 761                                          | 540                                          | 2 525                                        | 932                                          |                                              | 16,0%                                        | 11,3%                                        | 53,1%                                        | 19,6%                                        |

Média do País no censo de 2001:  0/14 Anos-16,0%; 15/24 Anos-14,3%; 25/64 Anos-53,4%; 65 e mais Anos-16,4%
Média do País no censo de 2011:   0/14 Anos-14,9%; 15/24 Anos-10,9%; 25/64 Anos-55,2%; 65 e mais Anos-19,0%